# ایواندریکا
ایواندریکا (به لاتین: Ivandrika) یک منطقهٔ مسکونی در ماداگاسکار است که در فرافنگانا واقع شده‌است. ایواندریکا ۹٬۰۰۰ نفر جمعیت دارد و ۸ متر بالاتر از سطح دریا واقع شده‌است.